# USS Dickerson (DD-157)
USS Dickerson (DD-157) là một tàu khu trục thuộc lớp Wickes của Hải quân Hoa Kỳ trong giai đoạn Chiến tranh Thế giới thứ nhất, sau được cải biến thành tàu vận chuyển cao tốc APD-21 trong Chiến tranh Thế giới thứ hai. Nó là chiếc tàu chiến duy nhất của Hải quân Hoa Kỳ được đặt tên theo Mahlon Dickerson (1770–1853), Bộ trưởng Hải quân Hoa Kỳ từ năm 1834 đến năm 1838.

## Thiết kế và chế tạo
Dickerson được đặt lườn vào ngày 25 tháng 5 năm 1918 tại xưởng tàu của hãng New York Shipbuilding Corporation ở Camden, New Jersey. Nó được hạ thủy vào ngày 12 tháng 3 năm 1919, được đỡ đầu bởi bà J. S. Dickerson, và được đưa ra hoạt động vào ngày 3 tháng 9 năm 1919.

## Lịch sử hoạt động

### Giữa hai cuộc thế chiến
Dickerson hoạt động dọc theo bờ biển Đại Tây Dương và vùng biển Caribe, vào năm 1921 đã tham gia cuộc tập trận hạm đội phối hợp ngoài khơi Nam Mỹ, viếng thăm Valparaíso, Callao và Balboa, Panama trước khi quay trở về Hampton Roads, nơi Hạm đội Hoa Kỳ được Tổng thống Warren G. Harding duyệt binh. Đi đến Xưởng hải quân New York vào tháng 11 năm 1921, Dickerson được cho xuất biên chế tại đây vào ngày 25 tháng 6 năm 1922.
Được cho nhập biên chế trở lại vào ngày 1 tháng 5 năm 1930, Dickerson tiếp tục hoạt động tại vùng bờ Đông và vùng biển Caribe, tham gia các cuộc thực tập chiến thuật cùng tàu sân bay, tác xạ ngư lôi và thực tập cơ động hạm đội. Vào năm 1932 và một lần nữa vào năm 1933-1934, nó băng qua kênh đào Panama để tập trận phối hợp hạm đội tại vùng bờ Tây. Quay trở về sau chuyến đi cuối cùng, nó tham gia cuộc Duyệt binh Hạm đội Tổng thống vào ngày 31 tháng 5 năm 1934 tại Brooklyn, New York, rồi đi đến Xưởng hải quân Norfolk vào tháng 8, nơi nó được phân về Hải đội Dự bị Luân phiên 19 để đại tu. Đến năm 1935, nó được chuyển sang Hải đội Huấn luyện và phục vụ như tàu huấn luyện cho nhân sự Hải quân Dự bị Hoa Kỳ, hoạt động tại khu vực giữa Charleston, Florida và vùng biển Caribe.
Được phân về Đội khu trục 10 trực thuộc Hải đội Đại Tây Dương vào năm 1938, Dickerson hoạt động như một tàu canh phòng máy bay cho tàu sân bay Yorktown, hoạt động ngoài khơi Norfolk, rồi tham gia cuộc thực tập đổ bộ hạm đội tại vùng biển Caribe vào mùa Xuân năm 1939. Nó khởi hành từ Norfork vào cuối mùa Hè năm đó để gia nhập Hải đội 40-T tại Lisboa, Bồ Đào Nha. Trong giai đoạn một năm hoạt động tại vùng biển Châu Âu, nó viếng thăm các cảng Tây Ban Nha, trợ giúp vào việc triệt thoái người tị nạn khỏi Casablanca, và thực hiện các nhiệm vụ đặc biệt do Bộ Ngoại giao ủy nhiệm. Nó quay trở về Norfork vào ngày 25 tháng 7 năm 1940.

### Thế Chiến II
Dickerson được phân nhiệm vụ Tuần tra Trung lập tại Key West; và ngoại trừ một lượt nhiệm vụ ngắn tại New London cùng Hải đội Tàu ngầm 2 vào tháng 10 năm 1940, nó tiếp tục hoạt động tại vùng biển Caribe cho đến tháng 10 năm 1941. Trong thời gian này nó đã tìm kiếm và cứu vớt được sáu người sống sót từ chiếc Libby Maine trong tháng 9. Sau khi Hoa Kỳ chính thức tham chiến, nó được gửi đến Argentia, Newfoundland tiếp tục nhiệm vụ tuần tra đồng thời hộ tống một đoàn tàu vận tải đi đến Iceland và quay trở về từ tháng 12 năm 1941 đến tháng 1 năm 1942.
Đến tháng 3 năm 1942, Dickerson quay trở lại Norfolk cho nhiệm vụ tuần tra và hộ tống vận tải ven biển. Vào ngày 19 tháng 3, đang khi quay trở về Norfolk, nó trông thấy một con tàu không thể nhận diện vốn đã nổ súng vào chiếc tàu khu trục và đã làm hư hỏng nặng phòng hải đồ. Bốn thành viên thủy thủ đoàn của Dickerson đã thiệt mạng, bao gồm vị chỉ huy của nó, Thiếu tá Hải quân J. K. Reybold. Con tàu tấn công được nhận diện là chiếc tàu buôn Liberator bị lo lắng quá mức, và Dickerson tiếp tục đi đến Norfolk để sửa chữa. Nó quay trở lại nhiệm vụ vào tháng 4, hộ tống các đoàn tàu vận tải đi lại giữa Norfolk và Key West cho đến tháng 8, giữa Key West và New York cho đến tháng 10, và giữa New York và Cuba cho đến tháng 1 năm 1943.
Trong nữa đầu năm 1943, Dickerson hoạt động tại vùng biển Caribe, hộ tống các tàu chở dầu đi đến Gibraltar và Algiers. Nó gia nhập đội tìm-diệt hình thành chung quanh tàu sân bay hộ tống Card tại Casablanca trong tháng 6 cho các nhiệm vụ tấn công tại khu vực giữa Đại Tây Dương. Từ ngày 17 tháng 7 đến ngày 13 tháng 8, nó lên đường đi Derry, Bắc Ireland để tập trận cùng các đơn vị Hải quân Hoàng gia Anh, và quay trở lại Charleston, South Carolina để cải biến thành một tàu vận chuyển cao tốc.

### Tàu vận chuyển cao tốc
Dickerson được xếp lại lớp với ký hiệu lườn mới APD-21 vào ngày 21 tháng 8 năm 1943. Nó khởi hành từ Norfolk vào ngày 1 tháng 11 năm 1943 để đi sang Thái Bình Dương. Nó hộ tống các đoàn tàu vận tải đi từ Espiritu Santo đến Guadalcanal, và tiếp tục ở lại vùng biển Solomon cho nhiệm vụ tuần tra và hộ tống tại chỗ. Vào ngày 30 tháng 1 năm 1944, nó cho đổ bộ một đội trinh sát người New Zealand lên đảo Green, Papua New Guinea, và đón họ quay trở lại tàu không lâu sau nữa đêm ngày 1 tháng 2, sau khi các xuồng đổ bộ bị máy bay đối phương bắn phá. Vào các ngày 15 và 20 tháng 2, nó cho đổ bộ binh lính lên hòn đảo để tấn công và chiếm đóng, vào ngày 20 tháng 3, cho đổ bộ lực lượng Thủy quân Lục chiến lên đảo Emirau mà không gặp sự kháng cự.
Vào tháng 4 năm 1944, Dickerson đi đến vịnh Milne, và trong hai tháng tiếp theo tại khu vực New Guinea, nó hỗ trợ các chiến dịch đổ bộ tại đảo Seleo và Aitape. Sau một đợt sửa chữa ngắn tại Trân Châu Cảng, nó đi đến Roi thuộc quần đảo Marshall để đón một Đội phá hoại dưới nước (UDT) từ tàu vận chuyển cao tốc USS Dent (APD-9) để tung họ vào hoạt động tại Saipan và Guam. Nó tiếp tục ở lại khu vực quần đảo Mariana như một tàu tiếp liệu, kiểm soát và hỏa lực hỗ trợ cho đội của nó cho đến cuối tháng 7, khi nó quay trở về vùng bờ Tây để đại tu trong tháng tiếp theo.

### Số phận
Dickerson quay trở lại hoạt động vào tháng 11 năm 1944 khi nó đi đến Aitape, New Guinea. Sau các nhiệm vụ hô tống tại New Guinea, nó lên  đường vào ngày 27 tháng 12 cho chiến dịch chiếm đóng vịnh Lingayen, Luzon vào ngày 9 tháng 1 năm 1945, một lần nữa hỗ trợ cho hoạt động của một đội UDT. Nó đi đến Ulithi vào cuối tháng 1 để sửa chữa, rồi gia nhập lực lượng bảo vệ của một lực lượng hỗ trợ tiếp liệu cho việc chiếm đóng Iwo Jima vào ngày 19 tháng 2. Nó quay trở lại Leyte với 58 tù binh, rồi lại lên đường vào ngày 24 tháng 3 với một đoàn tàu đổ bộ LST-LSM có nhiệm vụ chiếm đóng đảo Keise Shima, nơi pháo hạng nặng sẽ được bố trí cho việc bắn phá Okinawa. Khi hoàn tất nhiệm vụ, Dickerson cùng các tàu vận tải đang ở về phía Tây Nam Okinawa trong đêm 2 tháng 4 khi quân Nhật tấn công toàn diện. Một chiếc máy bay tấn công cảm tử kamikaze tiếp cận con tàu sau một cú bổ nhào dài và thấp, sượt qua đầu các ống khói trước khi đâm vào bệ cầu tàu, làm gãy cột ăn-ten và gây ra một đám cháy xăng. Hầu như đồng thời, một máy bay thứ hai đánh trúng ngay giữa sàn phía trước. Vụ nổ làm thủng một lỗ lớn trên sàn tàu rộng khắp chiều ngang con tàu. Mặc cho các nỗ lực chữa cháy và kiểm soát hư hỏng, thủy thủ đoàn của Dickerson buộc phải bỏ tàu khi đám cháy lan rộng đe dọa làm nổ hầm đạn phía trước. 44 sĩ quan và thủy thủ đã thiệt mạng, bao gồm vị chỉ huy con tàu. Các tàu vận chuyển cao tốc Bunch và Herbert đã túc trực để cứu những người sống sót, và Bunch thành công trong việc dập tắt đám cháy vốn đã hầu như phá hủy Dickerson. Xác tàu ám khói của nó được chiếc Arikara kéo đến Kerama Retto, một căn cứ chiếm được của quân Nhật, nơi xác người chết được an táng và vật liệu có thể sử dụng được thu hồi; rồi nó được kéo ra biển và đánh đắm vào ngày 4 tháng 4 năm 1945.

## Phần thưởng
Dickerson được tặng thưởng sáu Ngôi sao Chiến trận do thành tích phục vụ trong Thế Chiến II.